# Ligue 1 2003-04
La Ligue 1 2003-2004 fue la 64.ª temporada del fútbol francés profesional. Olympique Lyonnais resultó campeón, con 79 puntos y ganó su tercer título de Ligue 1.
Esta temporada el Le Mans UC72 debutó en la categoría.

## 20 clubes participantes
| - AC Ajaccio - AJ Auxerre - SC Bastia - Girondins de Bordeaux - En Avant de Guingamp - Le Mans Union Club 72 - RC Lens - Lille OSC - Olympique Lyonnais - Olympique de Marseille |  | - FC Metz - AS Monaco - Montpellier Hérault Sport Club - FC Nantes - OGC Nice - Paris Saint-Germain - Stade Rennais - FC Sochaux - RC Strasbourg - Toulouse FC |

## Tabla de posiciones
| Pos. | Equipo                | Pts. | PJ | G  | E  | P  | GF | GC | Dif. | Clasificación o descenso                             |
| ---- | --------------------- | ---- | -- | -- | -- | -- | -- | -- | ---- | ---------------------------------------------------- |
| 1    | Olympique de Lyon (C) | 79   | 38 | 24 | 7  | 7  | 64 | 26 | +38  | Fase de grupos de la Liga de Campeones               |
| 2    | París Saint-Germain   | 76   | 38 | 22 | 10 | 6  | 50 | 28 | +22  | Fase de grupos de la Liga de Campeones               |
| 3    | Mónaco                | 75   | 38 | 21 | 12 | 5  | 59 | 30 | +29  | Tercera ronda clasificatoria de la Liga de Campeones |
| 4    | Auxerre               | 65   | 38 | 19 | 8  | 11 | 60 | 34 | +26  | Primera ronda de la Copa de la UEFA                  |
| 5    | Sochaux               | 63   | 38 | 18 | 9  | 11 | 54 | 42 | +12  | Primera ronda de la Copa de la UEFA                  |
| 6    | Nantes Atlantique     | 60   | 38 | 17 | 9  | 12 | 47 | 35 | +12  | Tercera ronda de la Copa Intertoto                   |
| 7    | Olympique de Marsella | 57   | 38 | 17 | 6  | 15 | 51 | 45 | +6   |                                                      |
| 8    | Lens                  | 53   | 38 | 15 | 8  | 15 | 34 | 48 | −14  |                                                      |
| 9    | Stade Rennes          | 52   | 38 | 14 | 10 | 14 | 56 | 44 | +12  |                                                      |
| 10   | Lille                 | 51   | 38 | 14 | 9  | 15 | 41 | 41 | 0    | Tercera ronda de la Copa Intertoto                   |
| 11   | Niza                  | 50   | 38 | 11 | 17 | 10 | 42 | 39 | +3   | Segunda ronda de la Copa Intertoto                   |
| 12   | Girondins de Burdeos  | 50   | 38 | 13 | 11 | 14 | 40 | 43 | −3   |                                                      |
| 13   | Racing de Estrasburgo | 43   | 38 | 10 | 13 | 15 | 43 | 50 | −7   |                                                      |
| 14   | Metz                  | 42   | 38 | 11 | 9  | 18 | 34 | 42 | −8   |                                                      |
| 15   | Ajaccio               | 40   | 38 | 10 | 10 | 18 | 33 | 55 | −22  |                                                      |
| 16   | Toulouse              | 39   | 38 | 9  | 12 | 17 | 31 | 44 | −13  |                                                      |
| 17   | Bastia                | 39   | 38 | 9  | 12 | 17 | 33 | 49 | −16  |                                                      |
| 18   | EA Guingamp (D)       | 38   | 38 | 10 | 8  | 20 | 36 | 58 | −22  | Descenso de categoría                                |
| 19   | Le Mans (D)           | 38   | 38 | 9  | 11 | 18 | 35 | 57 | −22  | Descenso de categoría                                |
| 20   | Montpellier (D)       | 31   | 38 | 8  | 7  | 23 | 41 | 74 | −33  | Descenso de categoría                                |

 Fuente: [cita requerida]

## Goleadores
| #  | Jugador              | Nacionalidad    | Club                            | Goles |
| -- | -------------------- | --------------- | ------------------------------- | ----- |
| 1  | Djibril Cissé        | Francia         | AJ Auxerre                      | 26    |
| 2  | Alexander Frei       | Suiza           | Stade Rennais                   | 20    |
| 3  | Didier Drogba        | Costa de Marfil | Olympique Marseille             | 18    |
| 3  | Pedro Pauleta        | Portugal        | Paris SG                        | 18    |
| 5  | Pierre-Alain Frau    | Francia         | FC Sochaux-Montbéliard          | 17    |
| 6  | Péguy Luyindula      | Francia         | Olympique Lyonnais              | 16    |
| 6  | Habib Bamogo         | Francia         | Montpellier HSC                 | 16    |
| 8  | Francileudo Santos   | Túnez           | FC Sochaux                      | 14    |
| 9  | Vladímir Manchev     | Bulgaria        | Lille OSC                       | 13    |
| 9  | Ludovic Giuly        | Francia         | AS Monaco                       | 13    |
| 11 | Toifilou Maoulida    | Francia         | FC Metz                         | 12    |
| 11 | Danijel Ljuboja      | Serbia          | RC Strasbourg (7), Paris SG (5) | 12    |
| 13 | Daniel Cousin        | Gabón           | Le Mans UC72                    | 11    |
| 13 | Viorel Moldovan      | Rumania         | FC Nantes                       | 11    |
| 15 | Bonaventure Kalou    | Francia         | AJ Auxerre                      | 10    |
| 15 | Giovane Élber        | Brasil          | Olympique Lyonnais              | 10    |
| 15 | Juninho Pernambucano | Brasil          | Olympique Lyonnais              | 10    |
| 15 | Fernando Morientes   | España          | AS Monaco                       | 10    |
| 15 | Lilian Laslandes     | Francia         | OGC Nice                        | 10    |
| 15 | Cédric Fauré         | Francia         | Toulouse FC                     | 10    |

## Mejor jugador del mes
| Month   | Player                                 |
| ------- | -------------------------------------- |
| Enero   | Didier Drogba (Olympique de Marseille) |
| Febrero | Danijel Ljuboja (Paris SG)             |
| Marzo   | Viorel Moldovan (FC Nantes Atlantique) |
| Abril   | Juan Pablo Sorín (Paris SG)            |
| Mayo    | Didier Drogba (Olympique de Marseille) |